# Liên đoàn phía Đông (MLS)

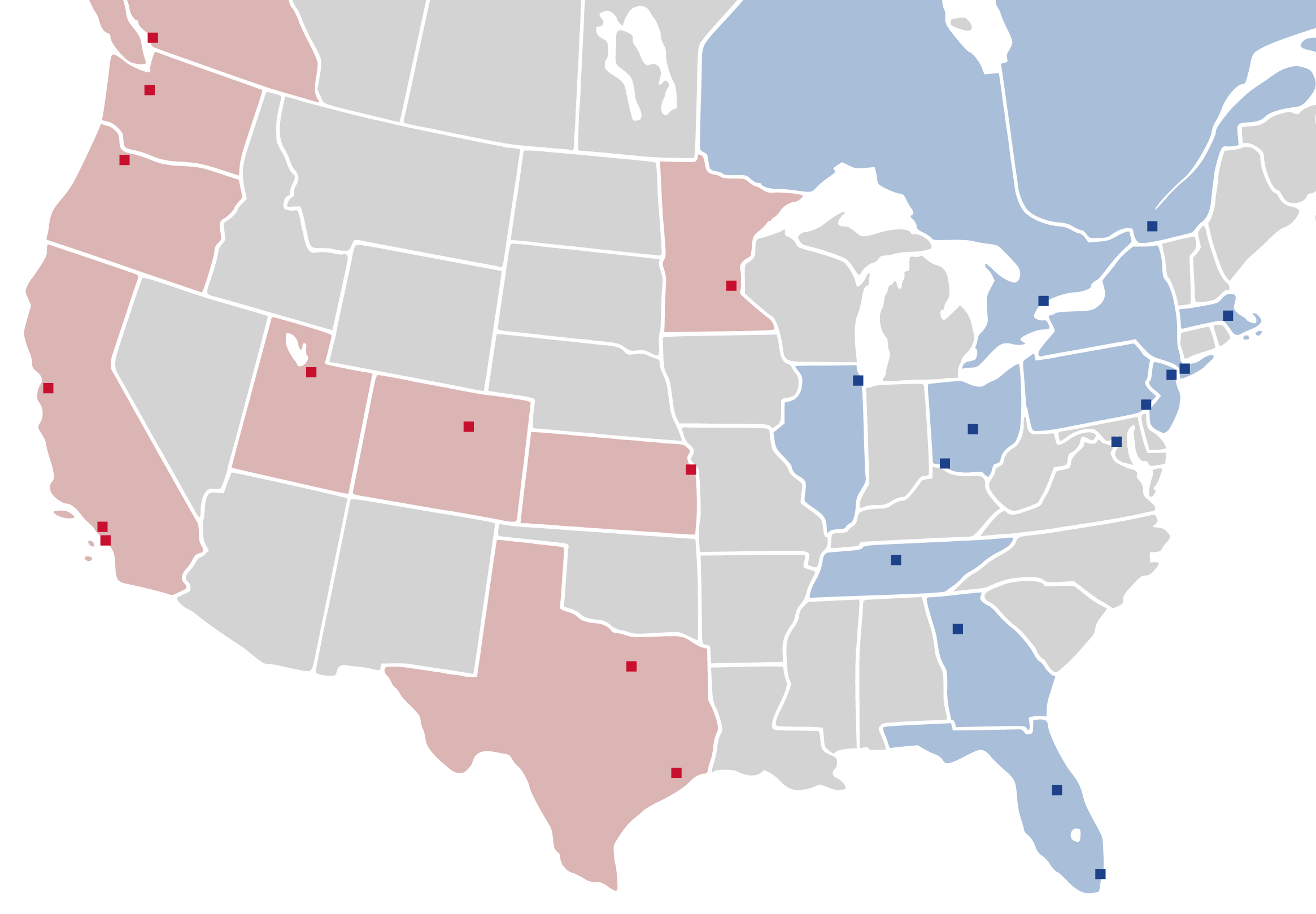
Vị trí các đội hiện tại tại MLS; các đội màu xanh thuộc Liên đoàn phía Đông

Liên đoàn phía Đông (tiếng Anh: Eastern Conference) là một trong hai liên đoàn khu vực của Major League Soccer, cùng với Liên đoàn phía Tây.
Tính đến năm 2023, Liên đoàn phía Đông bao gồm 15 đội. Các đội thuộc Liên đoàn đã giành tổng cộng 17 danh hiệu Supporters' Shield và 12 chức vô địch Cúp MLS trong 29 mùa giải đầu tiên của Major League Soccer. Vào các năm 2000 và 2001, liên đoàn được gọi bằng cái tên Khu vực phía Đông (tiếng Anh: Eastern Division) khi Major League Soccer có một thời gian ngắn được tái cấu trúc thành ba khu vực.

## Bảng xếp hạng hiện tại
Bản mẫu:2021 Major League Soccer Eastern Conference table

## Các thành viên

### Hiện tại
| Đội                    | Thành phố        | Sân vận động                |
| ---------------------- | ---------------- | --------------------------- |
| Atlanta United FC      | Atlanta, GA      | Sân vận động Mercedes-Benz  |
| Chicago Fire FC        | Chicago, IL      | Soldier Field               |
| Columbus Crew SC       | Columbus, OH     | Sân vận động Mapfre         |
| FC Cincinnati          | Cincinnati, OH   | Sân vận động Nippert        |
| D.C. United            | Washington, D.C. | Audi Field                  |
| Inter Miami CF         | Miami, FL        | Sân vận động Inter Miami CF |
| CF Montréal            | Montreal, QC     | Sân vận động Saputo         |
| Nashville SC           | Nashville, TN    | Sân vận động Nissan         |
| New England Revolution | Foxborough, MA   | Sân vận động Gillette       |
| New York City FC       | Bronx, NY        | Sân vận động Yankee         |
| New York Red Bulls     | Harrison, NJ     | Red Bull Arena              |
| Orlando City SC        | Orlando, FL      | Sân vận động Orlando City   |
| Philadelphia Union     | Chester, PA      | Sân vận động Talen Energy   |
| Toronto FC             | Toronto, ON      | BMO Field                   |

## Thành viên qua các năm

### 1996–97 (5 đội)
- Columbus Crew
- D.C. United
- New England Revolution
- New York/New Jersey MetroStars
- Tampa Bay Mutiny

Thay đổi từ 1995: Thành lập giải Major League Soccer.

### 1998–99 (6 đội)
- Columbus Crew SC
- D.C. United
- New York MetroStars
- Miami Fusion
- New England Revolution
- Tampa Bay Mutiny

Thay đổi từ 1997: New York/New Jersey MetroStars đổi tên thành MetroStars; Miami Fusion được bổ sung vào năm 1998.

### 2000–01 (với tên Khu vực phía Đông) (4 đội)
- D.C. United
- New York MetroStars
- Miami Fusion
- New England Revolution

Thay đổi từ 1999: Liên đoàn phía Đông đổi thành Khu vực phía Đông với việc thành lập thêm Khu vực miền Trung; Columbus Crew và Tampa Bay Mutiny chuyển sang Khu vực miền Trung mới.

### 2002–04 (5 đội)
- Chicago Fire
- Columbus Crew
- D.C. United
- New York MetroStars
- New England Revolution

Thay đổi từ 2001: Khu vực phía Đông trở lại thành Liên đoàn phía Đông sau khi Miami Fusion và Tampa Bay Mutiny rút lui, khiến Khu vực miền Trung bị giải thể; Chicago Fire và Columbus Crew chuyển tới từ Khu vực miền Trung

### 2005 (6 đội)
- Chicago Fire FC
- Columbus Crew
- D.C. United
- Kansas City Wizards
- New York MetroStars
- New England Revolution

Thay đổi từ 2004: Kansas City Wizards chuyển tới từ Liên đoàn phía Tây

### 2006 (6 đội)
- Chicago Fire FC
- Columbus Crew
- D.C. United
- Kansas City Wizards
- New England Revolution
- New York Red Bulls

Thay đổi từ 2005: MetroStars đổi tên thành New York Red Bulls.

### 2007–09 (7 đội)
- Chicago Fire FC
- Columbus Crew
- D.C. United
- Kansas City Wizards
- New England Revolution
- New York Red Bulls
- Toronto FC

Thay đổi từ 2006: bổ sung thêm đội bóng mới Toronto FC.

### 2010 (8 đội)
- Chicago Fire FC
- Columbus Crew
- D.C. United
- Kansas City Wizards
- New England Revolution
- New York Red Bulls
- Philadelphia Union
- Toronto FC

Thay đổi từ 2009: bổ sung thêm đội bóng mới Philadelphia Union.

### 2011 (9 đội)
- Chicago Fire FC
- Columbus Crew
- D.C. United
- Houston Dynamo
- New England Revolution
- New York Red Bulls
- Philadelphia Union
- Sporting Kansas City
- Toronto FC

Thay đổi từ 2010: Kansas City Wizards đổi tên thành Sporting Kansas City; Houston Dynamo chuyển tới từ Liên đoàn phía Tây.

### 2012–14 (10 đội)
- Chicago Fire FC
- Columbus Crew
- D.C. United
- Houston Dynamo
- Montreal Impact
- New England Revolution
- New York Red Bulls
- Philadelphia Union
- Sporting Kansas City
- Toronto FC

Thay đổi từ 2011: bổ sung thêm đội bóng mới Montreal Impact

### 2015–16 (10 đội)
- Chicago Fire FC
- Columbus Crew SC
- D.C. United
- Montreal Impact
- New England Revolution
- New York Red Bulls
- New York City FC
- Orlando City SC
- Philadelphia Union
- Toronto FC

Thay đổi từ 2014: bổ sung thêm hai đội bóng mới New York City FC và Orlando City SC; Sporting Kansas City và Houston Dynamo chuyển sang Liên đoàn phía Tây; Columbus Crew thêm "SC" vào tên đội chính thức.

### 2017–18 (11 đội)
- Atlanta United FC
- Chicago Fire FC
- Columbus Crew SC
- D.C. United
- Montreal Impact
- New England Revolution
- New York Red Bulls
- New York City FC
- Orlando City SC
- Philadelphia Union
- Toronto FC

Thay đổi từ 2016: bổ sung thêm đội bóng mới Atlanta United FC.

### 2019 (12 đội)
- Atlanta United FC
- Chicago Fire FC
- Columbus Crew SC
- FC Cincinnati
- D.C. United
- Montreal Impact
- New England Revolution
- New York Red Bulls
- New York City FC
- Orlando City SC
- Philadelphia Union
- Toronto FC

Thay đổi từ 2018: bổ sung thêm đội bóng mới FC Cincinnati.

### 2020 (14 đội)
- Atlanta United FC
- Chicago Fire FC
- Columbus Crew SC
- FC Cincinnati
- D.C. United
- Inter Miami CF
- Montreal Impact
- Nashville SC
- New England Revolution
- New York Red Bulls
- New York City FC
- Orlando City SC
- Philadelphia Union
- Toronto FC

Thay đổi từ 2019: bổ sung thêm đội bóng mới Inter Miami CF; Nashville SC được bổ sung bắt đầu từ Giải đấu MLS is Back cho tới hết mùa giải 2020.
Chicago Fire SC đổi tên chính thức thành Chicago Fire FC.

### 2021 (14 đội)
Thay đổi từ 2020: Nashville SC chính thức chuyển tới Liên đoàn phía Đông.,
Montreal Impact đổi tên chính thức thành CF Montréal bắt đầu từ mùa giải 2021.
- Atlanta United FC
- Chicago Fire FC
- FC Cincinnati
- Columbus Crew SC
- D.C. United
- Inter Miami CF
- CF Montréal
- Nashville SC
- New England Revolution
- New York Red Bulls
- New York City FC
- Orlando City SC
- Philadelphia Union
- Toronto FC

### 2022 (14 đội)
Thay đổi từ 2021: Nashville SC chuyển lại tới Liên đoàn phía Tây,
Charlotte FC gia nhập và được xếp vào Liên đoàn phía Đông.
- Atlanta United FC
- Charlotte FC
- Chicago Fire FC
- FC Cincinnati
- Columbus Crew
- D.C. United
- Inter Miami CF
- CF Montréal
- New England Revolution
- New York Red Bulls
- New York City FC
- Orlando City SC
- Philadelphia Union
- Toronto FC

### 2023 (15 đội)
Thay đổi từ 2022: Nashville SC lại chuyển về Liên đoàn phía Đông vì đội mới thành lập St. Louis City SC được xếp vào Liên đoàn phía Tây.
- Atlanta United FC
- Charlotte FC
- Chicago Fire FC
- FC Cincinnati
- Columbus Crew
- D.C. United
- Inter Miami CF
- CF Montréal
- Nashville SC
- New England Revolution
- New York Red Bulls
- New York City FC
- Orlando City SC
- Philadelphia Union
- Toronto FC

## Đội vô địch vòng playoff Liên đoàn phía Đông qua các năm
Lưu ý: Vòng chung kết liên đoàn được tổ chức theo thể thức best-of-three – đấu ba trận, đội nào thắng trước hai trận là đội thắng – cho tới hết năm 2001 (bao gồm cả vòng bán kết các năm 2000 và 2001 khi thể thức playoff liên đoàn không được áp dụng). Các trận đấu có kết quả hòa sau 90 phút thi đấu chính thức sẽ được phân định thắng thua bằng loạt sút luân lưu. Vào năm 2002, một thể thức tương tự cũng được sử dụng nhưng cho phép các trận có thể kết thúc với tỷ số hòa, sau đó đội nào có nhiều điểm nhất sẽ đi tiếp. Từ năm 2003 đến 2011, các trận chung kết liên đoàn chỉ được tổ chức một trận duy nhất. Nếu có kết quả hòa sau thời gian thi đấu chính thức, trận đấu sẽ bước vào hiệp phụ (luật bàn thắng vàng chỉ được áp dụng vào năm 2003), sau đó nếu cần sẽ diễn ra loạt sút luân lưu. Bắt đầu từ năm 2012, các trận đấu vòng chung kết được tổ chức theo thể thức hai lượt. Luật bàn thắng sân khách được áp dụng lần đầu vào năm 2014. Hiệp phụ và loạt sút luân lưu có thể được sử dụng nếu cần, nhưng các bàn thắng ghi trong hiệp phụ sẽ không áp dụng luật bàn thắng sân khách. Vào năm 2019, vòng playoff quay trở lại thể thức một trận duy nhất (bao gồm cả các trận chung kết liên đoàn), tổ chức trên sân của đội có thứ hạng cao hơn trong mùa giải chính thức.
| In đậm | Vô địch Cúp MLS |

| Mùa giải | Đội                             | Tỷ số                           | Á quân                          |
| -------- | ------------------------------- | ------------------------------- | ------------------------------- |
| 1996     | D.C. United                     | 2 thắng–0 thua                  | Tampa Bay Mutiny                |
| 1997     | D.C. United                     | 2 thắng–0 thua                  | Columbus Crew                   |
| 1998     | D.C. United                     | 2 thắng–1 thua                  | Columbus Crew                   |
| 1999     | D.C. United                     | 2 thắng–1 thua                  | Columbus Crew                   |
| 2000     | Không tổ chức playoff liên đoàn | Không tổ chức playoff liên đoàn | Không tổ chức playoff liên đoàn |
| 2001     | Không tổ chức playoff liên đoàn | Không tổ chức playoff liên đoàn | Không tổ chức playoff liên đoàn |
| 2002     | New England Revolution          | 5 điểm–2 điểm                   | Columbus Crew                   |
| 2003     | Chicago Fire                    | 1–0 (s.h.p.)                    | New England Revolution          |
| 2004     | D.C. United                     | 3–3 (4–3 p)                     | New England Revolution          |
| 2005     | New England Revolution          | 1–0                             | Chicago Fire                    |
| 2006     | New England Revolution          | 1–0                             | D.C. United                     |
| 2007     | New England Revolution          | 1–0                             | Chicago Fire                    |
| 2008     | Columbus Crew                   | 2–1                             | Chicago Fire                    |
| 2009     | Real Salt LakeT                 | 0–0 (5–4 p)                     | Chicago Fire                    |
| 2010     | Colorado RapidsT                | 1–0                             | San Jose EarthquakesT           |
| 2011     | Houston Dynamo                  | 2–0                             | Sporting Kansas City            |
| 2012     | Houston Dynamo                  | 4–2 t.t.s.                      | D.C. United                     |
| 2013     | Sporting Kansas City            | 2–1 t.t.s.                      | Houston Dynamo                  |
| 2014     | New England Revolution          | 4–3 t.t.s.                      | New York Red Bulls              |
| 2015     | Columbus Crew SC                | 2–1 t.t.s.                      | New York Red Bulls              |
| 2016     | Toronto FC                      | 7–5 t.t.s. (s.h.p.)             | Montreal Impact                 |
| 2017     | Toronto FC                      | 1–0 t.t.s.                      | Columbus Crew SC                |
| 2018     | Atlanta United FC               | 3–1 t.t.s.                      | New York Red Bulls              |
| 2019     | Toronto FC                      | 2–1                             | Atlanta United FC               |
| 2020     | Columbus Crew SC                | 1–0                             | New England Revolution          |

T – Đội thuộc Liên đoàn phía Tây.

## Đội vô địch mùa giải chính thức Liên đoàn phía Đông qua các năm
| In đậm | Đoạt danh hiệu Supporters' Shield |

| Mùa giải | Đội                    | Thành tích (T-B-H) (HS) | Kết quả vòng playoff            |
| -------- | ---------------------- | ----------------------- | ------------------------------- |
| 1996     | Tampa Bay Mutiny       | 20–12–0^ (+15)          | Thua ở vòng chung kết liên đoàn |
| 1997     | D.C. United            | 21–11–0^ (+17)          | Vô địch Cúp MLS                 |
| 1998     | D.C. United            | 24–8–0^ (+30)           | Thua chung kết Cúp MLS          |
| 1999     | D.C. United            | 23–9–0^ (+22)           | Vô địch Cúp MLS                 |
| 2000     | MetroStars             | 17–12–3 (+8)            | Thua ở vòng bán kết             |
| 2001     | Miami Fusion†          | 16–5–5 (+21)            | Thua ở vòng bán kết             |
| 2002     | New England Revolution | 12–14–2 (0)             | Thua chung kết Cúp MLS          |
| 2003     | Chicago Fire           | 15–7–8 (+10)            | Thua chung kết liên đoàn        |
| 2004     | Columbus Crew          | 12–5–13 (+8)            | Thua ở vòng bán kết liên đoàn   |
| 2005     | New England Revolution | 17–7–8 (+18)            | Thua chung kết Cúp MLS          |
| 2006     | D.C. United            | 15–7–10 (+14)           | Thua ở vòng chung kết liên đoàn |
| 2007     | D.C. United            | 16–7–7 (+22)            | Thua ở vòng bán kết liên đoàn   |
| 2008     | Columbus Crew          | 17–7–6 (+14)            | Vô địch Cúp MLS                 |
| 2009     | Columbus Crew          | 13–7–10 (+10)           | Thua ở vòng bán kết liên đoàn   |
| 2010     | New York Red Bulls     | 15–9–6 (+9)             | Thua ở vòng bán kết liên đoàn   |
| 2011     | Sporting Kansas City   | 13–9–12 (+10)           | Thua ở vòng chung kết liên đoàn |
| 2012     | Sporting Kansas City   | 18–7–9 (+15)            | Thua ở vòng bán kết liên đoàn   |
| 2013     | New York Red Bulls     | 17–9–8 (+17)            | Thua ở vòng bán kết liên đoàn   |
| 2014     | D.C. United            | 17–9–8 (+15)            | Thua ở vòng bán kết liên đoàn   |
| 2015     | New York Red Bulls     | 18–10–6 (+19)           | Thua ở vòng chung kết liên đoàn |
| 2016     | New York Red Bulls     | 16–9–9 (+17)            | Thua ở vòng bán kết liên đoàn   |
| 2017     | Toronto FC             | 20–5–9 (+37)            | Vô địch Cúp MLS                 |
| 2018     | New York Red Bulls     | 22–7–5 (+29)            | Thua ở vòng chung kết liên đoàn |
| 2019     | New York City FC       | 18–6–10 (+21)           | Thua ở vòng bán kết liên đoàn   |
| 2020     | Philadelphia Union     | 14–4–5 (+24)            | Thua ở vòng thứ nhất            |

^ – MLS cho phép kết quả hòa cho tới mùa giải 2000.

† – Miami Fusion được tuyên bố vô địch Khu vực phía Đông vào năm 2001 sau khi vụ khủng bố ngày 11 tháng 9 khiến phần còn lại của mùa giải chính thức bị hủy bỏ. Vòng playoff Cúp MLS được bắt đầu vào ngày 20 tháng 9.

## Các đội vô địch Cúp MLS
- 1996: D.C. United
- 1997: D.C. United
- 1999: D.C. United
- 2004: D.C. United
- 2008: Columbus Crew SC
- 2013: Sporting Kansas City
- 2017: Toronto FC
- 2018: Atlanta United FC
- 2020: Columbus Crew SC